# Akademie für christliche Führungskräfte
Die Akademie für christliche Führungskräfte (AcF) ist eine gemeinnützige Stiftung evangelikaler Prägung, die eine Weiterbildung in Führungsethik und Führungskompetenz anbietet. Sie wurde 1998 gegründet und ist christlich und überkonfessionell ausgerichtet.
Zweck ist die Förderung der christlichen Führungskultur und Führungskompetenz. Grundlage ist das apostolische Glaubensbekenntnis.
Die AcF ist Mitglied der Gesellschaft für Bildung und Forschung in Europa (GBFE) und kooperiert über dieses Netzwerk mit der Universität von Südafrika (Unisa). Außerdem qualifiziert das AcF-Zertifikat zum Weiterstudium an der CIU Korntal.
Zeitweise gab es eine Kooperation mit der Steinbeis-Hochschule Berlin. Die Beziehung zwischen der Stiftung Therapeutische Seelsorge und der AcF führte 2013 zu einer gemeinsamen Buchveröffentlichung.
Akademieleiter ist seit 1998 der Mathematiker und Theologe Volker Kessler.

## Studienaufbau
Die Weiterbildung geschieht berufsbegleitend und modular in drei Stufen:
1. Das Zertifikat vermittelt Kernkompetenzen in sieben Modulen.
2. Das Aufbauprogramm bietet zusätzlich zum Zertifikat weitere Spezialisierungs- und Vertiefungsmöglichkeiten an. Es bereitet ferner auf das Master-Studium bei Unisa oder der European School of Culture and Theology vor.
3. Masterstudiengang bei Unisa: Master of Theology in Christian Leadership.[7]

Die Kurse finden in Deutschland, Österreich und der Schweiz statt.

## Standort des Büros
Es gab zeitweise auch Büros in Österreich und in der Schweiz, aktuell gibt es ein Büro in Gummersbach (Deutschland).